# Rhinodictya granulata
Rhinodictya granulata är en insektsart som beskrevs av Frederick Arthur Godfrey Muir 1931. Rhinodictya granulata ingår i släktet Rhinodictya och familjen Tropiduchidae. Inga underarter finns listade i Catalogue of Life.